# Blohm & Voss BV 40
Blohm & Voss BV 40  var ett tyskt militärt glidflygplan avsett som jaktflygplan mot fientliga bombflygplan.
Taktiken med glidflygplanet var att det bogserades upp på hög höjd av ett motorflygplan där det kopplades loss när man lokaliserat de allierade bombplansformationerna. Flygplanet dök sedan ner mot formationen och avlossade sina kanoner. Eftersom glidflygplanet inte kunde vinna höjd eller stanna kvar i luften längre perioder var ammunitionslasten begränsad till bara 35 skott per kanon. Till konstruktionen användes till stor del trä eftersom metall blivit en bristvara i Tyskland, dock var förarkabinen förstärkt med metall för att skydda piloten. Eftersom planet saknade motor var det extra litet och svårt att träffa för bombplanens skyttar. Flygplanet var högvingat med ett centralt placerat landningshjul samt en sporrfjäder under fenan. Man genomförde de första provflygningarna i maj 1944, efter att ett antal prototyper blivit färdigställda stoppades projektet. 